# Галета Олена Ігорівна
Оле́на І́горівна Гале́та (*22 вересня 1975, Львів) — українська поетеса та літературознавець. Доцент кафедри теорії літератури та порівняльного літературознавства ЛНУ, науковий співробітник Центру гуманітарних досліджень ЛНУ.

## Біографія
Народилася 22 вересня 1975 р. в м. Львові.
Середню освіту здобула у СЗШ № 74 м. Львова (Рудно).
Закінчила філологічний факультет Львівського національного університету ім. І. Франка та аспірантуру ЛНУ.
Автор поетичних збірок «Дзвони днів», «Переступ і поступ», упорядник книжки «Досвід кохання і критика чистого розуму» з текстами Валер'яна Підмогильного та статтями про нього.

## Монографії
- Досвід кохання і критика чистого розуму. Валер'ян Підмогильний: тексти та конфлікт інтерпретацій. Упор. Олена Галета. — Київ: Факт, 2003. — 430 с.
- Від антології до онтології: антологія як спосіб репрезентації української літератури кінця ХІХ — початку ХХІ століття: монографія. — Київ: Смолоскип, 2015, 640 с.